# Rio Găvan (Siret)
O Rio Găvan é um rio da Romênia, afluente do Siret, localizado no distrito de Suceava.